# Ceronema africana
Ceronema africana är en insektsart som beskrevs av John William Scott Macfie 1913. Ceronema africana ingår i släktet Ceronema och familjen skålsköldlöss. Inga underarter finns listade i Catalogue of Life.